# Ağalarbəyli
Ağalarbəyli è un comune dell'Azerbaigian situato nel distretto di Ağsu. Conta una popolazione di 882 abitanti.